# Esteban María Laxague
Esteban María Laxague SDB (* 4. März 1957 in Coronel Pringles bei Bahía Blanca, Argentinien) ist  römisch-katholischer Bischof von Viedma.

## Leben
Er ging am Colegio Don Bosco in Bahía Blanca zur Schule und beendete seine Ausbildung 1979 mit dem Titel bachiller. Er spricht neben seiner Muttersprache Spanisch fließend Französisch und Italienisch.
Nachdem er in die Ordensgemeinschaft der Salesianer Don Boscos eingetreten war, empfing er am 10. Mai 1982 die Priesterweihe. Nach einem Aufenthalt in Neuquén wurde er in Bahía Blanca Direktor der Schule La Piedad. 1990 wurde er Direktor des Colegio Don Bosco. Außerdem verbrachte er ein weiteres theologisches Studienjahr in Rom.
Am 21. Oktober 2002 wurde er von Papst Johannes Paul II. zum Bischof von Viedma ernannt. Am 21. Dezember 2002 empfing er die Bischofsweihe durch den Bischof von Neuquén, Marcelo Angiolo Melani SDB. Mitkonsekratoren waren der Bischof von Lomas de Zamora, Agustín Roberto Radrizzani SDB, und der emeritierte Erzbischof von Bahía Blanca, Jorge Mayer.
Sein Bruder Pedro Laxague, bei dessen Bischofsweihe er als Mitkonsekrator fungierte, ist Bischof von Zárate-Campana.